# 立川笑えもん
立川 笑えもん（たてかわ わらえもん、1993年7月9日 - ）は、落語立川流に所属する二ツ目の落語家。本名：石川 錬。静岡県沼津市出身。

## 経歴
常葉学園橘高等学校卒業後、東京電子専門学校臨床工学科卒業。臨床工学技士の資格を持つ。
- 2020年1月 - 六代目立川談笑に入門、前座名「笑えもん」。
- 2024年1月1日 - 二ツ目昇進。